# Sacharovlaan
Sacharovlaan – stacja metra w Amsterdamie, a właściwie przystanek szybkiego tramwaju, położona na linii 51 (pomarańczowej). Została otwarta we wrześniu 2004. Znajduje się w południowej części Amstelveen. 